# Enrique del Arca
Enrique Emiliano del Arca fue un médico argentino de fines del siglo XIX y comienzos del XX, decano de la Facultad de Medicina de la Universidad de Buenos Aires en dos oportunidades y legislador provincial.

## Biografía
Enrique del Arca nació en la ciudad de Buenos Aires el 11 de septiembre de 1854, hijo del doctor Zenón del Arca, decano de la Facultad de Medicina de la Universidad de Buenos Aires, quien murió durante la epidemia de fiebre amarilla de 1871, y de Saturnina Plá.
Tras finalizar sus estudios de bachillerato en el Colegio Nacional de Buenos Aires, siguió la carrera de Farmacia recibiéndose en 1873. Ingresó seguidamente en la Facultad de Medicina. Efectuó sus prácticas en el Hospital General de Hombres bajo la dirección de su maestro Manuel Augusto Montes de Oca y se graduó en 1877 con la tesis Observaciones sobre las operaciones practicadas en 1875, en las salas de clínica quirúrgica del Hospital General de Hombres.
En 1879 junto a Manuel T. Podestá y a Carlos Villar dirigió la Revista de Ciencias, Artes y Letras, medio en el que colaborarían habitualmente figuras de la época como Bartolomé Mitre, Domingo Faustino Sarmiento, Guillermo Rawson y José Manuel Estrada.
Entre ese año y 1889 se desempeñó profesor suplente en la Facultad de Medicina de la Universidad de Buenos Aires.
En 1880, año de la revolución que enfrentó a la provincia de Buenos Aires con el gobierno nacional, se desempeñó como diputado a la legislatura bonaerense.
En 1892 presidió la comisión creada por el Consejo Nacional de Higiene con el objeto de redactar el Codex Medicamentarius, el cual fue aprobado por ley del 14 de diciembre de 1893.
Entre los años 1897 y 1900 se desempeñó por primera vez como Decano de la Facultad de Medicina, siendo designado para el cargo por voto unánime de los electores.
Ese último año fue designado delegado ante el Congreso Internacional de Medicina de París y en 1905 actuó también como delegado de la República Argentina ante el Congreso Científico Latinoamericano reunido en Río de Janeiro.
En 1906 las revueltas estudiantiles en la Universidad de Buenos Aires lo llevó nuevamente por unanimidad de votos al cargo de Decano de la Facultad de Medicina, pero ante la situación prefirió renunciar a los pocos meses de haberlo asumido.
A propuesta de Eliseo Cantón, la Academia Nacional de Medicina lo nombró académico honorario.
Durante su carrera fue también médico del Asilo Maternal y del Hospital Rivadavia. Especializado en hidroterapia, escribió varios ensayos. Su obra más destacada en la materia fue Aguas Minerales, especialmente de la República Argentina (1910).
Ya muy enfermo de reumatismo articular, se retiró del ejercicio de la profesión y viajó por balnearios de Europa en procura de bienestar.
De regreso en el país, falleció en San Fernando, provincia de Buenos Aires, el 21 de marzo de 1911.
Estaba casado con Justa Lynch.